# Ardara
Ardara (sardinski: Àldara) je grad i općina (comune) u pokrajini Sassariju u regiji Sardiniji, Italija. Nalazi se na nadmorskoj visini od 296 metara i ima 782 stanovnika.
 Prostire se na 38,19 km2. Gustoća naseljenosti je 20 st/km2.
Susjedne općine su: Chiaramonti, Mores, Ozieri, Ploaghe i Siligo.